# Ophiorrhiza succirubra
Ophiorrhiza succirubra là một loài thực vật có hoa trong họ Thiến thảo. Loài này được King ex Hook.f. mô tả khoa học đầu tiên năm 1880.